# Leistungserbringer
Leistungserbringer werden im deutschen Gesundheitssystem alle diejenigen Personengruppen genannt, die Leistungen für die Versicherten der Krankenkassen erbringen. Die Bezeichnung wird unter anderem im Vierten Kapitel des Fünften Buches Sozialgesetzbuch verwendet. Darin werden die Leistungserbringer aufgelistet, das Verhältnis der Gesetzlichen Krankenversicherungen (GKV) zu den Leistungserbringern beschrieben und die GKV verpflichtet, die Leistungserbringer in Verträgen in die Verantwortung für Qualität und Wirtschaftlichkeit der Leistungen einzubinden. Die Spitzenverbände der GKV legen in gemeinsamen Richtlinien die Rahmenbedingungen für die Leistungserbringer regelmäßig fest.
Um den Versicherten die Leistungen nach dem Sachleistungsprinzip zur Verfügung stellen zu können, schließen die Krankenkassen mit den Leistungserbringern Verträge. Das Erbringen der Leistungen unterliegt strengen gesetzlichen Vorschriften, z. B. dem Wirtschaftlichkeitsgebot und Qualitätsvorschriften.
Zu den Leistungserbringern zählen Vertragsärzte, Vertragszahnärzte, Apotheken, Vertragspsychotherapeuten, Krankenhäuser, Erbringer von Heil- und Hilfsmittelleistungen (Physiotherapeuten, Ergotherapeuten, Stimm-, Sprach-, Sprechtherapeuten (z. B. Logopäden, klin. Sprechwissenschaftler u. a.), Orthopädieschuhmacher, Orthopädietechnik-Mechaniker, Sanitätshäuser), Hersteller von Arzneimitteln, Hersteller von digitalen Gesundheitsanwendungen, Hebammen, Personen, Einrichtungen und Unternehmen, die Leistungen häuslicher Krankenpflege, häuslicher Pflegehilfe, häuslicher Pflege oder Haushaltshilfe erbringen, Rettungsdienste und Krankentransportunternehmen. Leistungserbringer können sowohl natürliche Personen (z. B. niedergelassene Ärzte oder Physiotherapeuten), juristische Personen (z. B. GmbHs, GbRs) als auch Organisationen (Krankenhäuser) sein.
Alle Leistungserbringer müssen über ein Institutionskennzeichen (IK) verfügen. Das Übermitteln des IK ist eine von mehreren Bedingungen für die Abrechnung der erbrachten Leistungen mit den Kostenträgern. Für die meisten Leistungen im Gesundheitswesen ist die Abrechnung im § 302 SGB V geregelt.
Üblicherweise wird der Begriff Leistungserbringer verwaltungstechnisch bzw. ökonomisch verwendet, um die Ebene der Anbieter von Medizindienstleistungen zu benennen. Komplementär dazu stehen die Ebenen der Patienten als Konsumenten von medizinischen Leistungen und die der Kostenträger (Krankenversicherungen), die die erbrachten Leistungen ganz oder teilweise bezahlen.

## Kritik
Der Begriff „Leistungserbringer“ ist zwar, wie erwähnt, ein juristischer Begriff aus dem SGB V, er wird jedoch von Ärzten als abwertend empfunden.
Im Beschluss V 58 des 113. Deutschen Ärztetags 2010 heißt es:

„Der Deutsche Ärztetag möge erneut beschließen, dass die Ärzteschaft die Vokabel ‚Leistungserbringer‘ nicht mehr verwendet. Der Begriff ist mit der Würde der ärztlichen Heilkunst von Ärzten und Ärztinnen in Klinik und Praxis nicht vereinbar. Die Vokabel wird von interessierter Seite benutzt, um die Deprofessionalisierung des Arztberufes voranzutreiben.“

Die Vertreterversammlung der Landesärztekammer Baden-Württemberg schließt sich der Beschlussfassung der 5. Vertreterversammlung der Kassenärztlichen Bundesvereinigung vom 30. Mai 2011 in Kiel an und erklärt, 

„dass ab sofort der Terminus ‚Leistungserbringer‘ von der Ärzteschaft in Baden-Württemberg als diskriminierend angesehen wird und somit umgehend in allen Gesetzen, ministeriellen Weisungen sowie in eigenen Schriftsätzen, die die ärztliche Tätigkeit insbesondere der Ärzte in Baden-Württemberg definieren oder regeln, durch die korrekte Berufsbezeichnung ‚Arzt/Ärztin‘ zu ersetzen ist. Die Ärzteschaft Baden-Württemberg erhebt den Anspruch, dass dort, wo gerade auch in der Öffentlichkeit ärztliche Arbeit angesprochen wird, von Ärzten/Ärztinnen die Rede sein muss, erst recht zur Unterscheidung von nichtärztlichen Berufen wie Apothekern, Physiotherapeuten, Hebammen u.s.w.“

Die Delegiertenversammlung der Landesärztekammer Hessen schloss sich im November 2011 in einer Resolution den Forderungen an.
Tenor aller Beschlüsse war, dass die Berufsbezeichnung „Arzt/Ärztin“ auf der Approbationsurkunde stünde und nicht „Leistungserbringer“.